# 姚道刚
姚道刚（1997年9月1日—），是一名中国足球运动员，司职中场或后卫。

## 俱乐部生涯
姚道刚出道于武汉卓尔青训系统。2017年全运会代表湖北队担任主力出场。
2017年3月1日，重庆力帆宣布与姚道刚正式签订了工作合同。
2017年10月，希腊奥林匹亚科斯足球俱乐部在官方宣布，姚道刚进入该队青年队学习。

## 国家队生涯
姚道刚多次入选国少队和国青队，并多次担当球队队长。
2012年9月，U16国少队在亚少赛小组赛三战三平仅积3分被淘汰，姚道刚身披中国国少队4号球衣，打满了全部三场比赛。
2015年10月2日，U19亚青赛预选赛开战，中国U19国家队6-0大胜马来西亚U19国家队迎来开门红。第58分钟，姚道刚吊射破门将比分扩大为5-0。姚道刚以队长身份带领97国青队三战全胜晋级亚青赛决赛阶段比赛。
2016年代表国青队参加巴林亚青赛打满三场比赛，三战0胜遭至淘汰。

## 其他
姚道刚的孪生姐姐姚伟也是职业足球运动员，两人均出自武汉市的足球重点学校新合村小学。姚伟目前效力于武汉江大女足，曾获得2016年女甲联赛最佳新人奖，并多次入选中国各级国家队。